# Ільїн Олексій Афіногенович
Олексій Афіногенович Ільїн (рос. Алексей Афиногенович Ильин; *1834 р. — †1889 — російський генерал, картограф, видавець.

## Видавнича діяльність
В 1864 р. створює картографічне видавництво «Картографічний заклад». З початку 1870-х рр. становище закладу зміцнилося, він значно розширив свою діяльність і з тих пір видав масу географічних атласів і карт, наукових, статистичних, спеціальних для різних міністерств, департаментів гірського, поштового та телеграфного, для вчених товариств, у тому числі для Академії наук і Російської георграфического товариства, а також цілий ряд художніх видань для публіки і для Академії мистецтв та інших подібних установ. До видання карт О. А. Ільїн залучив таких видатних вчених як Олександр Воєйков, Іван. Стрельбицький та ін. Картографічному закладу належало також видання таких капітальних праць, як багатотомний твір Е. Реклю «Земля і люди. Загальна географія», «Географія» Клодена та ін..

## Етнографічні карти української етнічної території
«Подробный атлас Российской империи с планами главных городов» (1871 р.) містить 70 географічних карт російських губерній, країв і областей з планами губернських центрів. Крім того, в атласі вміщено кілька тематичних карт Росії (орогідрографічна, етнографічна, адміністративна тощо). Карти Атласу були довгий час найточнішими і найдетальнішими картами губерній Російської імперії. Атлас був єдиним великим виданням такого роду. На «Етнографічній карті Європи» способом якісного фону позначені: малороси (українці), великороси, білоруси і т. д..
В цьому ж атласі поміщена і «Етнографічна карта європейської Росії» («Этнографическая карта европейской Россіи»). В легенді мапи, способом якісного фону, показано 36 народів. Українці, білоруси та росіяни позначено одним кольором (зеленим), межі між даними етносами не показано..
Картографічний заклад Олексія Ільїна у 1884 р. видає мапу «Этнографическая карта русского народа в Европейской России и Австрии с показанием племенных его подразделений на великороссов, малороссов и белоруссов». Ареал цих трьох етносів позначено
одним кольором (коричневим). На кольоровий фон нанесено штриховку різного рисунку. Для української етнічної території вона коса, для білоруської — пряма. Російський етнос подано на карті без штриховки. Власне штриховка дозволяє показати відмінність між етносами. Галицькі українці на карті позначені як «ГАЛИЦКІЕ РУССКІЕ». Кубань на карті показана як українська етнічна територія, а Лівобережжя Херсонщини як — російська. Берестейщина, Пінщина, Стародубщина теж відносяться до українських етнічних земель..